# Очень-очень-очень тёмная материя
«Очень-очень-очень тёмная материя» (англ. A Very Very Very Dark Matter) — последняя пьеса ирландского драматурга, кинорежиссёра и продюсера Мартина Макдонаха, написанная в 2018 году.

## Действующие лица
Рассказчик
Марджори
Ханс Кристиан Андерсен
Эдвард Коллин
Ингрид
Журналист
Дерк и Барри
Оджечи
Чарльз Диккенс
Катарина
Кейт, Вальтер и Чарльз мл.

## Сюжет
Детский писатель Ханс Кристиан Андерсен получил небывалый успех благодаря последнему рассказу — «Русалочка». Однако два странных персонажа (из будущего) мешают любителям сказок читать ее. Причина такого успеха — конголезский пигмей, который находится взапертом ящике на чердаке. Придя домой, Андерсен читает письмо от анонимного человека, который угрозами хочет, чтобы писатель раскрыл свой секрет. Он узнаёт, что репортер Дирк пробрался в его дом, чтобы узнать правду. Андерсен убивает его, не выяснив: откуда он узнал его тайну.
Заперев пигмея Марджори в её ящике, Андерсен уезжает на две недели в Лондон в дом Чарльза Диккенса. После длительного пребывания в их доме, Андерсен выясняет, что Диккенс держал сестру Марджори в изоляции и заставлял писать для него шедевры (она умерла за год до этого). Андерсен вспоминает, что оставил Марджори еды на две недели и что, возможно, пигнмей уже мёртв (это положит конец литературной карьере). Но вдруг две окровавленные фигуры, кажущиеся бельгийскими солдатами, проникли в дом писателя. Они вытащили Марджори из коробки, угрожая убить ее за то, что она может убить их через 50 лет. Но Марджори убивает их при помощи уловки за минуту до того, как Андерсен вернулся из Лондона и ворвался в комнату. Понимая, что у Марджори есть миссия, Андерсен решает отпустить её. Она уезжает в Конго и решает остановить будущее вторжение бельгийских солдат, который приведёт к геноциду ее народа.

## Постановки
Мировая премьера пьесы состоялась в театре Бридж (театр МОСТ) в Лондоне с 19 октября 2018 года (предварительные просмотры с 12 октября) по 6 января 2019 года.
Режиссёром спектакля был Мэтью Данстер.
В России:
- МХТ имени А. П. Чехова (реж. Евгений Закиров), премьера 4 ноября 2021.[2]
- Школа-студия МХАТ (мастерская Евгения Писарева, реж. Владимир Зибирев), премьера 1 февраля 2025[3].